# Дуг Ейткен
Дуг Ейткен (англ. Doug Aitken; нар.1968, Редондо-Біч, США) — сучасний американський художник.

## Життєпис
Дуг Ейткен народився в місті Редондо-Біч, штат Каліфорнія у 1968 році. У 1986-87 роках вивчав ілюстрацію журналу в коледжі Мерімонт, а потім отримав вищу освіту в Арт-центрі Коледжу дизайну в Пасадені в 1991 році. У 1994 році переїхав до Нью-Йорка, де того ж року відбулась його перша виставка в галереї 303. В даний час він живе і працює у Венеції, Каліфорнії та Нью-Йорку.

## Роботи

### Відео-арт
Перші відео-інсталяції почав створювати в середині 90-х років. Серед найвідоміших:
- Для інсталяцій Sleepwalkers (2007) в Музеї сучасного мистецтва у Нью-Йорку та Migration (2008) в Музеї мистецтв Карнегі у Піттсбурзі зовнішні стіни та фасади використовувалися як екрани, на які відео були проектовані.
- Electric Earth (1999 р.) — інсталяція, на якій показано дивний нічний досвід молодої людини, яка вивчає Лос-Анджелес, і являє собою послідовність незабутніх образів, наче уві сні. Саме за цю роботу Ейткен отримав Золотого лева на Венеційській бієнале у 1999 році.
- Monsoon (1995 р.) — щоб створити дану інсталяцію, художник відправився в Джонстаун, Гаяна, де в 1978 було скоєно масове самогубство (і вбивство) членів секти «Народний храм».
- Diamond Sea (1997 р.) — кінематографічна панорама пустелі Наміб в Південно-Західній Африці. Багатство регіону — алмазні шахти, які займають 75 000 квадратних кілометрів. З повітря і землі художник знімає зображення старих будівель, іржавої техніки, порожніх інтер'єрів автоматизованого комплексу, зіставляючи їх з пустелею та океаном. Ейткен витратив місяць на вивчення цього віддаленого місця, яке було закрито для зовнішнього світу з 1908 року. Результатом став пейзаж, до якого художник додав контрастний саундтрек атмосферної техно-музики, поєднавши популярну культуру із зображенням місця, яке так довго існувало без неї.

### Фотографії
- 2 second separation II (2000 р.) — на цій роботі зображений танкер на мілині біля узбережжя, який губиться в тумані. Хвилі руйнують корпус судна. Наче викинутий на берег кит, приреченого на загибель. Корабельна аварія сталася в 1980 році біля берегів Мексики. Картина складається із трьох частин різного розміру, де художник документує необоротний і неквапливий розпад судна. (Картина на сайті Chtisties. [Архівовано 17 лютого 2018 у Wayback Machine.])
- the movement — на цій фотографії художник відкриває абсолютно новий погляд на останки автомобіля, залишеного в пустелі. Ейткен спеціально перевертає фотографію — з одного боку, поворот на 180 градусів дає відчуття невагомості, з іншого боку, дає глядачеві відчуття запаморочення. В рівній мірі, закони фізики та людського сприйняття поставлені під сумнів і порушені. (Картина на artnet. [Архівовано 17 лютого 2018 у Wayback Machine.])

### Книжки
Ейткен є автором інноваційних книг, які поєднують в собі мистецтво та філософію. Часто книжки є доповненнями до медіа-робіт.
- «Я — КУЛЯ: Сцени з прискорення культури» (2000 р.), спільно з письменником Деком Куйперсом;

- «Книга A-Z» (фрактали) (2003), абетка на основі фотографій та відеоробіт Ейткена разом із текстами та інтерв'ю;

- «Broken Screen» (2005), книга-інтерв'ю з 26 художниками.

- «Sleepwalkers» (2007), опублікована Музеєм сучасного мистецтва, як доповнення до однойменного фільму та відеоінсталяції;
- «99 Cent Dreams» (2008), колекція фотографій, яка фіксує «моменти взаємодії», путівник 21-го століття;
- «Напиши в прес-релізі Джері Брауна» (2008);
- «Ідея Заходу» (2010);
- «Чорне дзеркало» (2011);
- «SONG 1» (2012), доповнення до виставки в музеї Хіршхорн та Саду скульптур. Про ідею чистого спілкування через популярну пісню.
- Дві монографії про кар'єру художника: «100 YRS» та «Electric Earth».

Загалом Дуг Ейткен є автором 22 книжок.

### Музичні кліпи
Дуг Ейткен створив кілька музичних кліпів для таких музикантів як Іггі Поп та Fatboy Slim.

## Персональні виставки
| - 2008 303 Gallery, Нью-Йорк - 2008 99¢ Dreams, Galerie Eva Presenhuber, Цюрих - 2007 sleepwalkers, Музей современного искусства (MoMA), Нью-Йорк - 2007 303 Gallery, Нью-Йорк - 2006 Aspen Art Museum, Аспен - 2005 Regen Projects, Лос-Анджелес - 2005 Galerie Eva Presenhuber, Цюрих - 2005 interiors, Henry Art Gallery, Сіетл - 2004 Sammlung Goetz, Мюнхен - 2004 Sala Rekalde, Більбао - 2004 This Moment is the Moment, Taka Ishii Gallery, Токіо - 2004 Museum het Domein, Сіттард | - 2004 Estaremos seguros mientras todo se mueva, CaixaForum Barcelona, Барселона - 2003 I don't exist, Victoria Miro Gallery, Лондон - 2003 Kunsthalle Zürich, Цюрих - 2003 New Ocean, Fondazione Sandretto Re Rebaudengo, Турин - 2002 New Ocean, Kunsthaus Bregenz, Брегенц - 2002 Rise, MAGASIN-Centre National d'art Contemporain de Grenoble, Гренобль - 2002 Interiors, The Fabric Workshop and Museum, Філадельфія - 2002 303 Gallery, Нью-Йорк - 2002 new ocean, Tokyo Opera City Art Gallery, Токіо | - 2002 Videos, Photos, Sound, Louisiana Museum of Modern Art, Хумлебек - 2001 I am In You, Kunst-Werke Berlin e.V. — KW Institute for Contemporary Art, Берлін - 2001 Metallic Sleep, Kunstmuseum Wolfsburg, Вольфсбург - 2000 Wiener Secession, Відень - 2000 these restless minds, Dallas Museum of Art, Даллас - 2000 Matrix 185 — Into The Sun, Berkeley Art Museum and Pacific Film Archive BAM/PFA, Берклі - 2000 Galerie Eva Presenhuber, Цюрих - 1999 Victoria Miro Gallery, Лондон - 1998 Diamond Sea, Galerie Jirí Svestka, Прага |

## Нагороди
- Золотий лев на Венеційській бієнале, 1999 рік.[5]
- Премія Олдрік, Музей сучасного мистецтва Олдрік, 2000 рік.
- Німецька премія кінокритики, KunstFilmBiennale, 2007 рік.
- Aurora Award, Aurora Picture Show, 2009 рік.
- Nam June Paik Art Center Prize, 2012 рік.
- Американська нагорода «Смітсонівського журналу» у категорії «Візуальні мистецтва», 2013 рік.
- Національна премія мистецтв. За значні внески в мистецтво, 2016 рік.
- Frontier Art Prize на Всесвітньому форумі по кордонах, 2017 рік.